# 鳥取県立中央病院
鳥取県立中央病院（とっとりけんりつちゅうおうびょういん）は、鳥取県鳥取市にあり、鳥取県病院局が運営する病院である。鳥取県東部の中核的な医療機関であり、地域医療の中心的役割を果たしている。鳥取県災害拠点病院（基幹災害医療センター）に指定されている。鳥取県東部のみならず、兵庫県北部からの患者も多い。

## 沿革

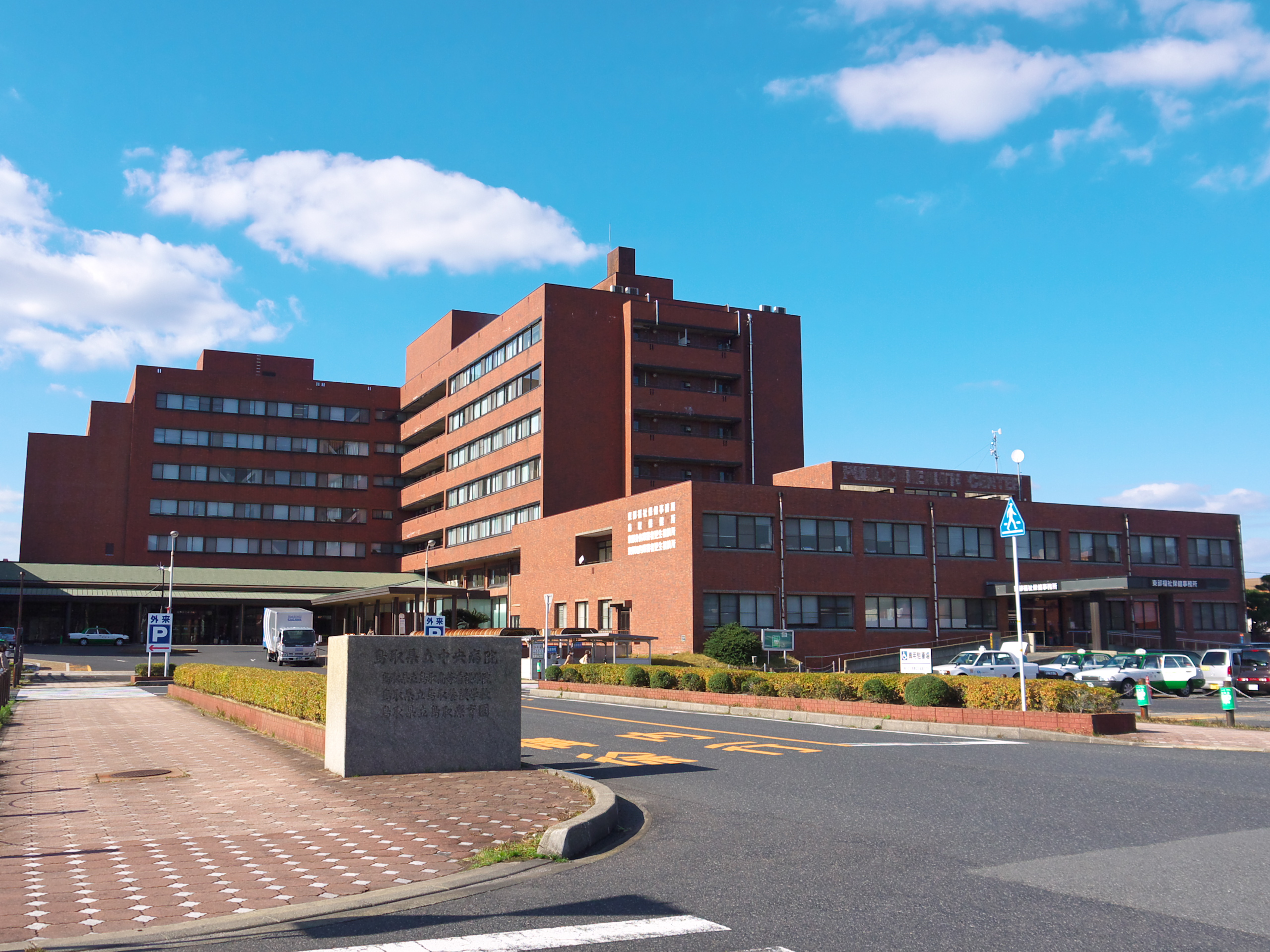
旧病院（2013年11月30日）

- 1891年（明治24年） - 倉吉市広瀬町の医師、伊藤健蔵が鳥取市本町一丁目に私立因幡病院（後に伊藤病院）として創設し、運営する[1]。
- 1931年（昭和6年）6月 - 伊藤病院三代目医院長の伊藤肇が病院全てを鳥取市へ寄贈し、鳥取市立鳥取病院として発足[1]。
- この間、日本医療団が医療機関の整備統合を企図し、日本医療団鳥取県立中央病院となる[1]。
- 1949年（昭和24年）2月1日 - 日本医療団鳥取県立中央病院から鳥取県に移管し、鳥取市本町一丁目に鳥取県立中央病院として発足[2]。
- 1952年（昭和27年）4月17日 - 鳥取大火により焼失し、鳥取市吉方温泉三丁目に移転新築[2]。
- 1956年（昭和31年）7月 - 鳥取県と鳥取市は多大な貢献をした伊藤健蔵・伊藤隼三・伊藤肇の伊藤家三代の顕彰として、伊藤本家の跡取であり医師で彫刻家でもある伊藤宝城（伊藤博）作の「鬼手天心」像を鳥取県立中央病院玄関に建立（現在も玄関ホールに建てられている）[1]。
- 1975年（昭和50年）5月22日 - 鳥取市江津730番地（現在地）に移転新築[2]。
- 1980年（昭和55年）3月12日 - 臨床研修病院の指定を受ける。
- 1995年（平成7年）4月1日 - 地方公営企業法全部適用。
- 1999年（平成11年）5月20日 - 災害拠点病院（基幹災害医療センター）の指定を受ける。
- 2018年（平成30年）12月16日 - 新病院開院。鳥取県で最も高い建築物（高さ55.5m）になる[3]。

## 診療科目
- 内科
- 精神科
- 神経内科
- 心臓内科
- 小児科
- 外科
- 整形外科
- 形成外科
- 脳神経外科
- 呼吸器外科
- 心臓血管外科
- 小児外科
- 皮膚科
- 泌尿器科
- 産婦人科
- 眼科
- 耳鼻咽喉科
- リハビリテーション科
- 放射線科
- 麻酔科
- 歯科口腔外科
- 救急科
- 病理診断科
- 臨床検査科

## 一般施設
- 食堂
- コンビニ（セブン-イレブン）
- 自動販売機
- ATM（共同・山陰合同銀行幹事）
  - 山陰合同銀行
  - 鳥取信用金庫(CD)
  - 中国労働金庫(CD)
  - さんいんネットサービス提携金融機関（倉吉信用金庫・米子信用金庫・しまね信用金庫・島根中央信用金庫・日本海信用金庫）
  - この共同ATMでは下記のATM・CD利用手数料無料提携サービスは適用されない。
    - しんきんATMゼロネットサービス（山陰合同銀行幹事のため、西中国信用金庫および鳥取県・島根県外の信用金庫は対象外）
    - ろうきんATM・CD利用手数料無料提携サービス（山陰合同銀行幹事のため、中国労働金庫以外の労働金庫は対象外。ただし、労働金庫によってはキャッシュバックサービスが適用される場合がある）
- ATM（共同・鳥取銀行幹事）
  - 鳥取銀行
  - JAバンク鳥取(CD)
  - この共同ATMでは下記のATM・CD利用手数料無料提携サービスは適用されない。
    - さんいんクロスネットサービス（鳥取銀行幹事であっても、島根銀行が参加していないため対象外）
    - JAバンクATM・CD利用手数料無料提携サービス（鳥取銀行幹事のため、鳥取県外のJAバンクは対象外）
- バスのりば
- タクシーのりば

## 交通アクセス
- 鳥取駅から日交バス・日ノ丸バス中央病院行（路線番号：30・31・32H・36H・38H・41Z）で15-17分。
- 鳥取空港からタクシーで10分

## バス停留所
正面玄関前に日本交通・日ノ丸自動車の路線バスが発着するバス停留所（停留所名は中央病院）がある。
| のりば   | 路線番号               | 会社名               | 行先・方面など                                     | 備考         |
| -------- | ---------------------- | -------------------- | -------------------------------------------------- | ------------ |
| 中央病院 | 31・32H・36H・38H・41Z | 日交バス・日ノ丸バス | （相生町・湯所経由）鳥取駅                         |              |
| 中央病院 | 30                     | 日交バス             | （相生町・梶川通経由）鳥取駅                       | 平日のみ運行 |
| 中央病院 | 36H                    | 日交バス             | 十六本松（八丁目）                                 |              |
| 中央病院 | 38H                    | 日交バス             | （丸山・覚寺口経由）北園ニュータウン               |              |
| 中央病院 | 32H                    | 日交バス             | （砂丘東口・福部・網代・岩美駅・岩井温泉経由）蕪島 |              |
| 中央病院 | 41Z                    | 日ノ丸バス           | （湖山・白兎神社前・浜村駅経由）鹿野営業所         |              |

## 不祥事

### 医療過誤
- 2017年8月11日 - 女性看護師（20代）が、女性入院患者（90代）対し、同部屋に入院している別の患者の内服薬を誤って渡した。本来は患者本人に名乗ってもらい、薬の袋に書かれた氏名と確認するというマニュアルの手順を守っていなかった。約15分後に別の患者に薬を投与しようとして誤りに気づいた。女性患者は同年7月、骨折後の食欲不振で入院。誤って服用した薬には血圧を低下させる薬が本来より余分に含まれており、最高血圧は70台まで低下した。正常な血圧に回復するまでの1週間、寝たきりの状態が続いたという。患者家族は、この間運動ができず、筋肉が衰えるなど全身の運動機能が低下したと主張。県はこの主張を認め、入院費を含む損害賠償金約300万円を支払うことで裁判外での和解協議がまとまった[4]。

### 救急救命士に対する救命救急センター側の不適切な対応
- 2023年12月、県東部広域行政管理組合消防局（東部広域消防局）の救急救命士からの医療行為の指示要請を救命救急センターが拒否する不適切な事案が明らかになった。

一例として同月5日、救命救急センター長が県東部消防局に「指示要請に応じない」という趣旨のメールを独断で送った。また、同月12日に鳥取市内で発生した事案では、のどに異物を詰まらせた患者を搬送途中に現場で救急救命士が気管内挿管が必要と判断し、中央病院に電話したが、病院側は「特定行為の指示は出せない」と拒否し、他の病院で指示を受けるよう回答。このため、他の病院の医師から電話で指示を受け、気管内挿管や薬剤投与などの処置をした。また、患者の氏名や生年月日などの連絡（セカンドコール）のため、中央病院に計2回電話したが、「2回とも一方的に切られた」と証言。到着後も、「医師に処置内容を報告しても反応がない」「患者をストレッチャーからベッドに移し替える『移乗』の際、手伝うそぶりがない」「移乗後の胸骨圧迫を救急隊員のみで実施した」などの報告が隊員からあった。なお、患者については同病院で受け入れを行っている。なお、同月15日から同病院での通常の運用を再開しているが、メールが発出されて以降、消防局は混乱を避けるため、管内の救急隊12隊に対し、別の病院から指示を得るなどの対応を取るよう周知した。指示要請や搬送増に備え、特別に態勢を取った病院もあったという。
問題が表面化する以前から「特定行為の指示要請中に電話を途中で切る」「引き継ぎ内容を聞こうとしない」「搬送時に処置を手伝っていると、体を押し当て『邪魔だからどけろ』と言われた」といった医師らの行為が続いてきたと主張しており、病院と救急関係者との関係が悪化していたという。
- 消防局は一連の経過を「救急活動が困難になった事案」として、県消防防災課などの関係部署や東部地区メディカルコントロール協議会の委員らに報告した。同協議会に提出した報告では、病院側の対応について「妥当性がなく、傷病者にとって不利益」「高圧的な態度、冷淡な対応は救急隊員にとってストレスになっており、パワーハラスメントに該当する」などと問題点を指摘しており、同協議会は「病院側の対応の意図が不明であり、再発防止のための参考とする」として、同病院へ調査を要請し、翌2024年1月12日を回答期限としている[5]。
- 同病院の廣岡保明院長は、1月12日に鳥取県庁で記者会見を行い報道の事実を認め、搬送時の手順を取り決めた「プロトコル」について、取り決めを行う東部地区メディカルコントロール協議会とセンター長との間に認識の違いがあったとしながらも、指示要請に応じない正当な理由はなかったとして謝罪した。また、センター長が独断でメールを送るなどガバナンスが機能していなかった点も謝罪し、今後、組織的な体制の見直しを考えていきたいとした[8]。

鳥取県の平井伸治知事は今回の事案について「残念な事態と申し上げなければならない。気管内挿管などの指示ができない状態にあったというが、考えにくい」と病院側の対応を疑問視し、「病院で調査をしており、不適切な言動があったかも含め、明らかになると思う。適正化してほしい」と述べた。
- 1月19日、鳥取県議会では福祉生活病院常任委員会でこの問題が取り上げられ、県立病院事業を管轄する県病院局の広瀬龍一・病院事業管理者が県民らに不安を与えたことを陳謝した。委員からは医療行為（特定行為）の指示要請を拒否した救命救急センター長が県民に説明せず、「反省の言葉がない」と指摘。管理者は「組織の人間なので、個人でどう思おうが謝罪は必要。だが現状ではその認識に至っていないようだ」と述べている[10]。

そのうえで県は、センター長の医師を処分する方向で検討を始めた。院長の了承を得ずに「指示要請に応じない」という趣旨のメールを消防局に送信し、救急隊や他の医療機関を混乱させたことなどが服務規律違反や信用失墜行為に当たると判断。実際に指示を拒んだケースは3件あり、うち1件の搬送時にパワハラ行為に当たる高圧的な言動があったとして、センターの担当医1人についても処分を検討する。また、病院の組織体制や人事の見直しも検討している。
- 2月1日、同病院は救命救急センターの医師から救急救命士に対して電話のガチャ切りなどパワハラに該当する言動が3件あったと発表した。同病院は消防から調査依頼のあった4人の医師による22件の言動を調査。1人の医師について「僕が言わなきゃ、ご判断できなかったことですかね」など高圧的な口調や患者の人定を聞き終えると一方的に電話を切るなどの行為が、業務上必要な範囲を超えていたとしてパワハラ認定した[11]。